# Dead Trigger
Dead Trigger es un videojuego para un jugador de horror de supervivencia en primera persona basado en zombis, desarrollado y publicado por Madfinger Games. Fue lanzado en junio de 2012 para dispositivos móviles iOS y Android;  y para Facebook el 20 de febrero de 2014, pero posteriormente fue eliminado debido al hackeo masivo.[cita requerida]
Dead Trigger utiliza el motor de juego Unity. Fue lanzado como un juego free to play.

## Jugabilidad
El juego comienza en la pantalla del mapa, donde el jugador puede seleccionar las misiones disponibles actualmente o acceder a las funciones del juego, incluida una tienda, un casino y un estadio. Siempre hay varias misiones genéricas disponibles, así como misiones de historia. Además, el jugador puede jugar una misión de bonificación cada día por una pequeña recompensa de oro.
Dead Trigger incluye dos formas de moneda: efectivo y oro. El dinero se gana en misiones, desmembrando zombis, recolectando maletines en efectivo, completando objetivos y realizando la misión de bonificación diaria. Además, el jugador recibe una pequeña cantidad de oro cada vez que sube de nivel. Sin embargo, el oro tarda mucho tiempo en ser ganado de esta manera y se incluye principalmente como un elemento de micro transacción y publicidad: el jugador puede comprar oro con dinero real o ganar oro al descargar otros videojuegos.
Se puede usar efectivo y oro para comprar armas, equipos y mejoras de carácter. Las armas se basan principalmente en armas de fuego de la vida real, como el Colt M1911A1 y el AK-47. Dead Trigger ofrece pistolas, rifles, escopetas, ametralladoras y armas cuerpo a cuerpo. Los artículos incluyen botiquines, granadas, potenciadores, torretas de centinela, etc. Las mejoras de personaje incluyen ranuras de elementos adicionales y salud.
Dead Trigger ofrece un sistema básico de progresión donde el jugador gana puntos de experiencia y puede subir de nivel, pero solo desbloquea nuevas armas y objetos en la tienda.
Todas las misiones se dividen en varios tipos básicos, como defender puertas o matar a un cierto número de zombis. Hay un número limitado de ubicaciones que se reutilizan con frecuencia tanto en la historia como en misiones aleatorias. Otro modo de juego es la arena, que es un modo de supervivencia basado en olas.

## Historia
El juego se desarrolla en un mundo donde una plaga de una fuente desconocida ha matado a miles de millones de personas y muchas otras se han convertido en criaturas peligrosas. El resto de la humanidad está tratando desesperadamente de sobrevivir en este mundo. Kyle, el protagonista del juego, se encuentra con un grupo de sobrevivientes liderados por Julian Lassagne, que creó una colonia conocida como New Hope. Él se une a ellos y los ayuda a sobrevivir. El grupo también encuentra un búnker subterráneo administrado por el gobierno y lo busca lentamente, piso por piso. Finalmente descubren que la plaga fue planeada por un grupo rico. La trama termina cuando Julián y Kyle deciden ir tras ellos.[cita requerida]

## Tipos de zombis
Según los vistos están los siguientes zombies:
- Normales: Son aquellos zombies que son civiles, científicos con traje de protección, obreros y gordos.
- Secretaria: Es la única zombi femenina del juego, te ataca ignorando las carnadas normales como explosivas que reúnen a los demás zombis masculinos al distraerlos en un solo sitio.
- Policías: Son los que arrojan vómito rojo que debilita la salud del jugador.
- SWAT: Solo aparece uno cuando hay muchos de los zombis mencionados anteriormente, tienen un traje blindado que los protege de los disparos, por lo que son difíciles de matar.
- Gigantes: Son los más fuertes del juego y aparecen en los niveles finales. Son difíciles de matar y arrojan vómito rojo o verde que debilita la salud del jugador.
- Corredores: Solo aparecen en la arena estadio olímpico de la muerte, pueden correr y saltar obstáculos rápidamente. Además, ignoran las carnadas.

Si juegas en las arenas de Navidad sangrienta y Halloween espantoso, los zombis tendrán por cabeza una calabaza o una cara de Santa Claus.

## Lanzamiento
El juego comenzó en iOS como una aplicación de pago y más tarde se agregó como una aplicación de pago a Android. Los desarrolladores finalmente cambiaron a un modelo de reproducción gratuita compatible con las compras dentro de la aplicación debido a la piratería "increíblemente alta".
Dead Trigger ha tenido más de 30 millones de descargas en todas las plataformas hasta octubre de 2013.[cita requerida]

## Recepción
Según el sitio web de agregación de comentarios Metacritic , el juego recibió un puntaje promedio de revisión de 70 de 100 basado en 15 revisiones. CNET puntuó a Dead Trigger con un 8,7 sobre 10, elogiando muchos elementos del juego pero criticando cuánto tiempo lleva recolectar oro sin usar la compra en la aplicación. Modojo le dio a Dead Trigger un 4.5 de 5, elogiando los gráficos y la jugabilidad del juego, pero notando la falta de variedad a medida que avanza el juego.[cita requerida]

## Secuela
Durante la conferencia de prensa CES 2013 de NVIDIA, se reveló Dead Trigger 2 , que se usó como demostración tecnológica para demostrar el poder del próximo Tegra 4 . La conferencia de prensa mostró un vídeo de juego corto con un enemigo masivo. Dead Trigger 2 fue lanzado el 23 de octubre de 2013.

## Adaptación de la película
El guionista y director Mike Cuff aseguró los derechos cinematográficos del juego en 2015 y comenzó a filmar una adaptación de acción en vivo protagonizada por Dolph Lundgren e Isaiah Washington en México en mayo de 2016. Cuff finalmente fue retirado de la producción y Scott Windhauser, quien tuvo que reescribir el guion con Dolph Lundgren, terminó la película. Madfinger Games retiró su apoyo a la película, ya que el guion aprobado se modificó radicalmente. Cuff y Madfinger no tuvieron más participación en la película. Fue lanzado en Estados Unidos teatralmente / VOD por Saban Films el 3 de mayo de 2019 y en DVD / Blu Ray por Lionsgate Home Entertainment en julio de 2019.
- Datos: Q5245427